# Bellefonte (Pennsylvanie)
Pour les articles homonymes, voir Bellefonte.
Le borough de Bellefonte est le siège du comté de Centre, situé dans le Commonwealth de Pennsylvanie, aux États-Unis. Sa population s’élevait à 6 187 habitants lors du recensement de 2010, estimée à 6 281 habitants en 2018. Elle forme avec State College, qui accueille l'université de l'État de Pennsylvanie, une conurbation de 150 000 habitants.
Le gouverneur Andrew Gregg Curtin est né à Bellefonte.

## Démographie
| Groupe            | Bellefonte | Pennsylvanie | États-Unis |
| ----------------- | ---------- | ------------ | ---------- |
| Blancs            | 96,3       | 81,9         | 72,4       |
| Afro-Américains   | 1,5        | 10,9         | 12,6       |
| Métis             | 1,3        | 1,9          | 2,9        |
| Asiatiques        | 0,5        | 2,8          | 4,8        |
| Autres            | 0,3        | 2,4          | 6,2        |
| Amérindiens       | 0,1        | 0,2          | 0,9        |
| Total             | 100        | 100          | 100        |
|                   |            |              |            |
| Latino-Américains | 1,4        | 5,7          | 16,7       |

Selon l'American Community Survey, pour la période 2011-2015, 98,22 % de la population âgée de plus de 5 ans déclare parler l'anglais à la maison et 1,78 % une autre langue.

## Source
- (en) Cet article est partiellement ou en totalité issu de l’article de Wikipédia en anglais intitulé « Bellefonte, Pennsylvania » (voir la liste des auteurs).

1. ↑  (en) « Bellefonte, PA Population - Census 2010 and 2000 », sur censusviewer.com (consulté le 2 mars 2016).
2. ↑  (en) « Population of Pennsylvania - Census 2010 and 2000 », sur censusviewer.com (consulté le 2 mars 2016).
3. ↑  (en) « American FactFinder - Results », sur factfinder.census.gov (consulté le 26 mars 2017)